# 萧鸣儿
萧鸣儿（Tiana Xiao）是一位美籍华裔流行歌手。

## 生平
萧鸣儿出生在中国四川，两岁时搬到美国。她的母亲和弟弟目前居住在加州洛杉矶，而她的父亲住在中国。
萧鸣儿高中毕业后（14岁），虽然她已经被康奈尔大学录取，但她决定追求她童年的梦想，成为一名艺术家，并决定延期入学，这样她可以专注于唱歌和表演。
2006年1月，萧鸣儿开始参加HIPAC（一所位于洛杉矶的声乐学校）老师看到了当时15岁萧鸣儿声音的巨大潜力，并在她训练了大约三个月后，向当时在日本的制片公司发送了一张演示光盘。
几个月后，在2006年的夏天，萧鸣儿和她的声乐教练到东京试镜。她的独特声音帮助她赢得了唱片合约。

## 职业
萧鸣儿的首张单曲唱片《甜蜜的痴迷》在是2008年1月23日公布。这首单曲是Jeeve写的。这首歌的英文歌词是萧鸣儿自己用英文写的。萧鸣儿还写了一起发行的《诱惑》中歌词的英文部分。萧鸣儿的处子秀之后，一个有争议的新闻文章出现在一些受欢迎的日本网站，包括广泛使用的SNS(社交网络)网站mixi，提出了一个问题，肖萧鸣儿是否有机会成为下一个宇多田光，因为相似的成长经历，教育背景，音乐风格和特定的发音习惯。萧鸣儿还提到宇多田光是她从小的一个主要音乐影响。然而，她并不希望步任何艺术家的后尘，而宁愿在音乐行业的形象中创建一个不同的自己。新闻文章迅速提高了“萧鸣儿”在日本观众中的意识。然而，迄今为止，《甜蜜的痴迷》还没有生产大量的销售。
第二个单曲名为《KIZUNA》，于2008年4月23日发布。CD上的两首歌是Tom Keane和他的助理Roycel Cooks写的。Tom Keane为许多著名艺人撰写和制作音乐，如知名艺术家席琳•迪翁和夏卡·康。再一次，KIZUNA的歌词和(一起发行)的耦合的歌词是由是由萧鸣儿合作编写的。
蒂安娜第一次录音室专辑是在5月发行的。在专辑中出现的歌曲将包括所有她前两次马克西单打的追踪，以及由来自美国和英国的著名制片人制作和发行的值得高度期待的歌曲，著名的制片人包括亚历克西斯·史密斯(英国)汤姆·基恩，Jeeve和 Jimmy Jam & Terry Lewis (Jam & Lewis)(美国)。
在11个月的中断后，蒂安娜发布了第三张单曲，Kanashii Uso。尽管收到大量的积极评论，单曲仍没有登上日本公信榜，由于蒂安娜公司缺乏足够的推销。相比她之前的单曲，Kanashii Uso精选了三个歌曲。蒂安娜继续她的R&B风格的中速A面。音乐视频和歌曲本身都被歌迷和非支持者高度赞扬，说它是萧鸣儿最好的A面和音乐视频。单曲中的第二首歌是《承诺》，是一个典型的流行民谣，第三首歌《你是我的心》是一个力量民谣，明显的展示了蒂安娜的音域和能力。
2009年12月1日，蒂安娜宣布正式回归学校，并说明将在毕业后继续她的音乐事业。